# Johanneisk litteratur
Johanneisk litteratur syftar på den samling skrifter i Nya Testamentet som traditionellt tillskrivs aposteln Johannes eller den Johanneskristna gemenskapen. Den teologi som framförs i dessa skrifter kallas johanneisk teologi.
Den johanneiska litteraturen består av:
- Johannesevangeliet
- Johannesbreven
  - Första Johannesbrevet
  - Andra Johannesbrevet
  - Tredje Johannesbrevet
- Uppenbarelseboken

Uppenbarelseboken är den enda av dessa fem böcker som uttryckligen identifierar sin författare som "Johannes". Modern forskning förkastar i allmänhet tanken att denna skrift har samma författare som de övriga fyra. Evangeliet kallar sin författare den lärjunge som Jesus älskade, medan Andra och Tredje Johannesbreven skrevs av någon som benämns den gamle.